# Leonardo da Vandoeuvre
Leonardo di Vandoeuvre, conosciuto anche come Leonardo di Tongres (Gallia, V sec. circa – 15 ottobre 575), è stato un religioso francese, che visse da eremita; è considerato santo da tutte le Chiese che ammettono il culto dei santi. La memoria liturgica ricorre il 15 ottobre.

## Agiografia
Intorno al VI secolo si sarebbe stabilito in un romitorio nella diocesi di Mans, in una località detta Vandoeuvre e oggi chiamata, in suo onore, Saint-Léonard-des-Bois. Alcuni discepoli lo seguirono presto nella solitudine boscosa di Vandoeuvre, dove si formò quindi un monastero di solitari e penitenti. Questo è quanto si conosce della vita di questo santo, la cui agiografia si confonde con quella più documentata di Leonardo di Noblac, anch'egli eremita francese, morto in odore di santità il 6 novembre 559. 
Anche Leonardo di Tongres, infatti, avrebbe ottenuto dal re, come Leonardo di Noblac, il privilegio di liberare gli schiavi. Per questo, gli ex voto più frequenti nei santuari dei due santi, dopo la loro morte, furono le catene appese dagli ex prigionieri, che attribuivano la loro liberazione all'intercessione dei due eremiti..

## Curiosità
A Montescaglioso esiste un'edicola che, sebbene dedicata questo santo, riproduce l'iconografia classica di san Leonardo di Noblac.